# Georgina Archer
Georgina Archer, alias Georgiana (Edimburgo, 27 settembre 1827 – Montreux, 18 novembre 1882), è stata un'attivista ed educatrice tedesca per i diritti femminili tedeschi, originariamente scozzesi. Ha giocato un ruolo significativo nella storia dell'educazione femminile in Germania. È nota come la fondatrice del Victoria-Lyzeum a Berlino (1869). Questa istituzione ha continuato a preparare studentesse per gli studi universitari.

## Biografia

### Primi anni e formazione
Georgina Archer nacque a Edimburgo, Scozia, il 27 settembre 1827, figlia di Andrew e Ann Archer, una di quattro figli. Suo fratello maggiore, James Archer, era un artista importante. All'età di 14 anni Georgina andò a vivere con due zie nubili e frequentò una scuola privata. Visse a Berlino dalla metà degli anni '50 dell'Ottocento e lavorò come tutor di inglese.
Georgiana Archer inizialmente frequentò una scuola privata a Edimburgo con sua sorella Sarah. Per un breve periodo lavorò come collaboratrice domestica ed educatrice per i figli di una signora malata e poi trascorse un breve soggiorno presso una zia a Edimburgo. Dopo essersi accorta di quanto fosse stata inadeguata la sua precedente educazione, seguì il suo desiderio di formazione scientifica nel 1851 e si recò a tale scopo in Germania, precisamente a Lüneburg, dove sua sorella la seguì. Entrambe presero lezioni dal professore di liceo Dott. Schuster, poi direttore della scuola media di Hannover (1882). Sua sorella Sarah sposò Schuster nel 1853. Quando egli fu trasferito a Brüssow, lei li seguì entrambi, vi rimase per qualche tempo, ritornò a Edimburgo, per poi stabilirsi definitivamente a Berlino nel 1857.
La signorina Archer divenne presto un'insegnante ricercata nelle famiglie colte di Berlino, che fece della sua missione quella di conciliare gli interessi della sua terra natale con quelli della sua patria adottiva. Con la loro attiva partecipazione fu fondata la Società tedesco-inglese. La Principessa ereditaria Vittoria le affidò l'insegnamento dell'inglese alle sue figlie.

### Carriera
È la fondatrice del Victoria-Lyzeum di Berlino, inaugurato nel gennaio 1869, una scuola secondaria femminile per espandere l'educazione scientifica delle donne delle classi migliori, che doveva servire anche come preparazione agli studi universitari femminili. Dai primi 70 studenti in quattro lezioni, sviluppò l'istituto fino a 900 studenti in 27 corsi di storia dell'arte, letteratura tedesca e francese, botanica, fisica, geologia, chimica e pedagogia, nel semestre invernale del 1882 al momento della sua morte. Una delle studentesse più famose della scuola era la femminista e suffragetta Anita Augspurg. Lei stessa selezionò gli uomini che secondo lei avrebbero dovuto far parte del consiglio dell'istituto e quelli che voleva reclutare nell'istituto come insegnanti. Riuscì ad attirare luminari della scienza, dell'arte e della letteratura per insegnare al liceo. Trovò i fondi per pagarli e organizzò un consiglio di amministrazione. Si trattava di un'istituzione pionieristica, ma lanciata con ambizioni modeste per non intimidire i potenziali alunni. Si trattava di un'impresa privata sostenuta dalla Principessa ereditaria Vittoria. L'ambizione non era quella di fondare un'università, ma di fornire lezioni alle donne la cui istruzione era cessata dopo aver lasciato la scuola. La Archer, conosciuta come Miss Archer, tenne alcune delle conferenze, ma tra gli ospiti c'erano Friedrich Paulsen, Erich Schmidt e Hugo von Tschudi. La Archer aveva permesso due tentativi separati di offrire lezioni di filosofia, ma dopo che due insegnanti erano stati considerati inaccettabili, la materia era stata abbandonata.

### Ulteriori prestazioni
Georgiana Archer fondò a Berlino l'associazione per l'assistenza domiciliare e l'associazione medica delle insegnanti, mentre la "Fondazione Miss Archer", fondata dopo la sua morte, diede la possibilità alle insegnanti malate di fare il bagno.

### Morte
Nel 1882 dovette interrompere per motivi di salute l'insegnamento al Liceo. I medici la mandarono prima a Godesberg, poi a Pyrmont e infine a Montreux, dove stava cercando di riprendersi dal superlavoro.
Morì il 18 novembre 1882 a Montreux, in Svizzera. Trovò la sua ultima dimora a Territet vicino alla chiesa inglese. Il suo ruolo nella guida del Liceo fu assunto da Alix von Cotta, che come lei aveva studiato in Inghilterra. La Cotta introdusse corsi ancora più avanzati e il Liceo formò molte donne per insegnare corsi avanzati nelle 200 scuole pubbliche femminili della Prussia.
Morì il 21 novembre 1882